# Florin Bratu
Florin Bratu (Bucarest, 2 febbraio 1980) è un allenatore di calcio ed ex calciatore rumeno, di ruolo attaccante, tecnico  della CS Dinamo Bucarest.

## Palmarès

### Giocatore

#### Competizioni nazionali
- Campionato rumeno: 1

Rapid Bucarest: 2002-2003
- Coppa di Romania: 1

Rapid Bucarest: 2001-2002
- Supercoppa di Romania: 3

Rapid Bucarest: 2002, 2003
Dinamo Bucarest: 2005
- Supercoppa di Bulgaria: 1

Liteks Loveč: 2010